# Eremias strauchi
Espèce
Synonymes
- Eremias velox var. persica Boettger, 1886

Statut de conservation UICN

 LC  : Préoccupation mineure
Eremias strauchi est une espèce de sauriens de la famille des Lacertidae.

## Répartition
Cette espèce se rencontre en Arménie, en Azerbaïdjan, dans le nord-est de la Turquie, dans le nord de l'Iran et dans le sud du Turkménistan.

## Liste des sous-espèces
Selon The Reptile Database (13 janvier 2013) :
- Eremias strauchi kopetdaghica Szczerbak, 1972
- Eremias strauchi strauchi Kessler, 1878

## Étymologie
Cette espèce est nommée en l'honneur d'Alexander Strauch.

## Publications originales
- Kessler, 1878 : Путешествие по Закавказскому краю в 1875 году с зоологическою целью (A zoological expedition to the Transcaucasian Territory in 1875). Труды Санкт-Петербургского Общества Естествоиспытателей (Transactions of the St. Petersburg Society of Naturalists), vol. 8, p. 1-200.
- Shcherbak, 1972 : New subspecies of Eremias strauchi kopetdaghica ssp. n. (Sauria, Reptilia) from Turkmenia. Vestnik Zoologii, vol. 1972, n. 2, p. 83-86.